# Danny Sullivan
Daniel John Sullivan III (Louisville, 9 de Março de 1950), mais conhecido como Danny Sullivan, é um ex-automobilista dos Estados Unidos. Sagraria-se campeão da CART em 1988. Sullivan também disputou outros campeonatos como a Fórmula 1, a NASCAR e a Deutsche Tourenwagen Meisterschaft. Vencedor das 500 Milhas de Indianápolis, também disputou a 24 Horas de Le Mans. 

## Carreira

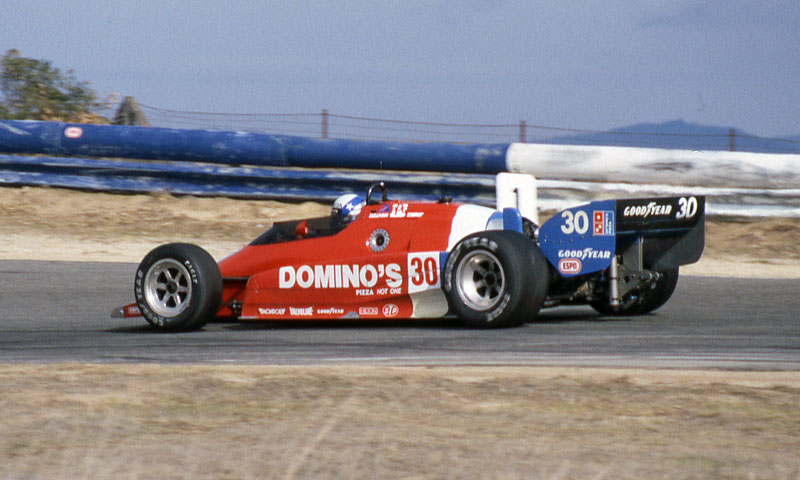
Danny Sullivan na CART em 1984.

Iniciu tarde no automobilismo. Chegou a fazer curso de pilotagem de Jim Russell na Inglaterra onde competiu em algumas provas da Fórmula Ford. Logo retornou aos EUA onde passou a correr na CART (depois Champ Car). Em 1983 foi contratado pela Tyrrell para pilotar na Fórmula 1. Seu melhor resultado foi um 5º lugar no Grande Prêmio de Mônaco.
Retorna a CART em 1984 onde ganhou três corridas em Cleveland, Pocono e Sanair para a equipe Shierson. Além de dois pódios adicionais, Sullivan foi o quarto no campeonato. Sendo vencedor das 500 Milhas de Indianápolis em 1985 mesmo tendo rodado em uma curva. Sagraria-se campeão da CART em 1988. 

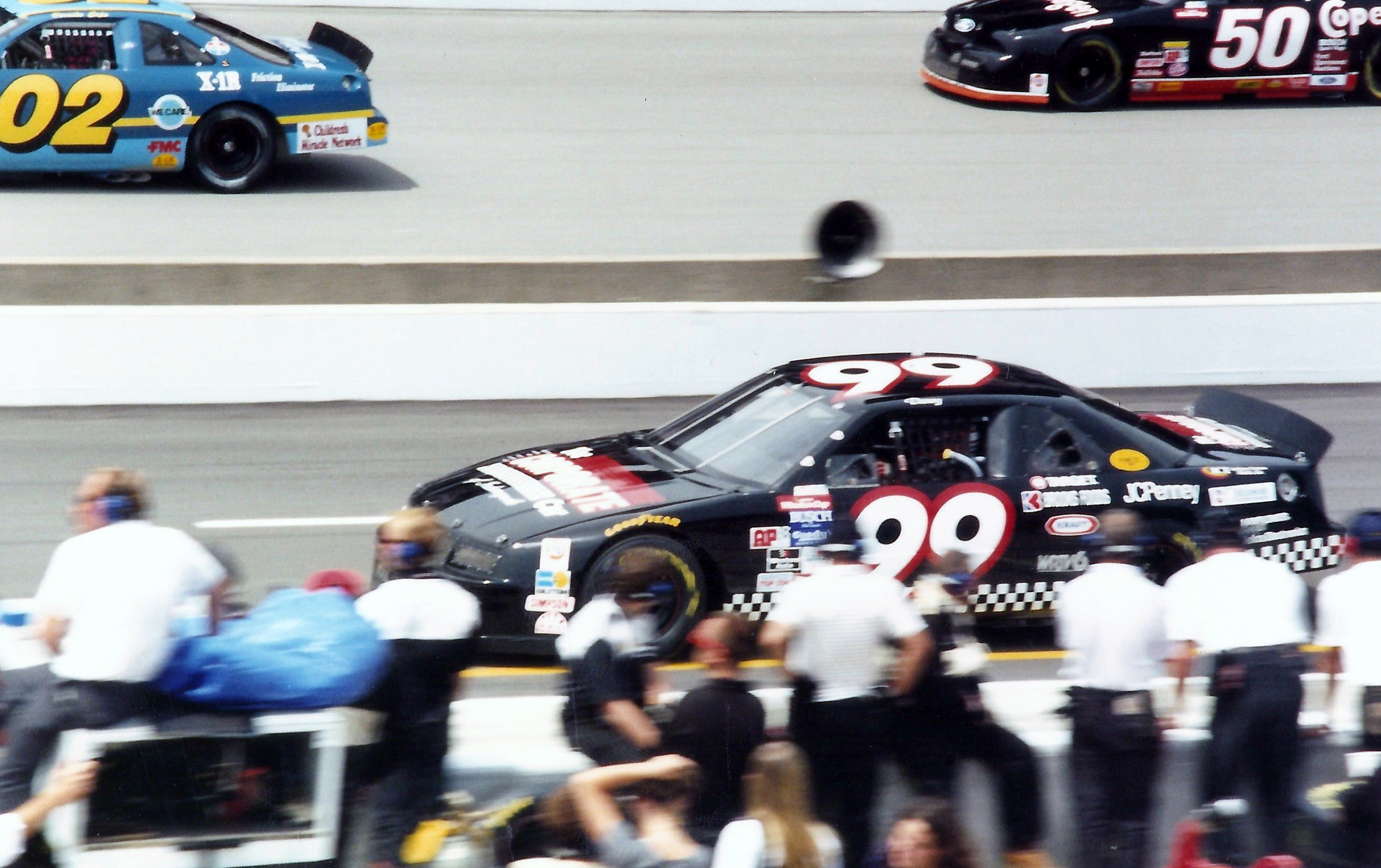
Danny Sullivan na NASCAR Cup Series em 1994.

A Penske contratou Sullivan para 1985, que acompanharia a ele uma grande parte de sua carreira. Naquele ano, foi o vencedor das 500 Milhas de Indianápolis em 1985 mesmo tendo rodado em uma curva. Ele também ganhou em Miami e foi duas vezes ao pódio, que lhe rendeu o quarto lugar.
Em 1986 ele ganhou em Meadowsland e Cleveland e veio em segundo três vezes, ele foi o terceiro no campeonato. Depois de um mau começo do ano, Sullivan recuperou-se pela colheita de seis chegadas entre os cinco primeiros(mas sem vitória) nas nove datas finais que o deixou em 9º lugar.
Sullivan ganhou quatro vitórias em 1988 em Portland, Michigan, Nazareth e Laguna Seca e dois segundos, ao que ele conquistou o título facilmente. No ano seguinte, ele ganhou vitórias em Pocono e Road América e três terceiras posições, tornando-se sétimo no campeonato. Em 1990, seu último ano na Penske, ele venceu em Cleveland e Laguna Seca, obteve três pódios adicionais e foi o sexto.
Para 1991, Sullivan foi para a equipe Patrick na CART, onde seus melhores resultados foram um quarto e um quinto lugar, o que deixou em 11º lugar. Em 1992 e 1993 correu pela Galles, vencendo em Long Beach e Detroit terminando respectivamente 7º lugar e 12º lugar.
Sullivan teve um ano sabático em 1994, participando esporadicamente na NASCAR Cup e Deutsche Tourenwagen Meisterschaft. Além disso, disputou as 24 horas de Le Mans juntamente com Thierry Boutsen e Hans-Joachim Stuck pela equipe oficial Porsche com um Dauer 962 Le Mans, onde terminou em terceiro. Em 1995 ele disputou sua última temporada no CART. Aposentou-se do automobilismo após um forte acidente no Michigan International Speedway.
Retorna a Fórmula 1 em julho de 2010 para ser comissário no Grande Prêmio da Alemanha.

## Todos os Resultados de Danny Sullivan na Fórmula 1

### Resultados da Fórmula 1
(legenda)
| Ano  | Equipe                | Chassis     | Motor            | Pneus | 1       | 2      | 3       | 4       | 5      | 6       | 7       | 8       | 9       | 10      | 11      | 12      | 13      | 14      | 15     | Pontos | Posição |
| ---- | --------------------- | ----------- | ---------------- | ----- | ------- | ------ | ------- | ------- | ------ | ------- | ------- | ------- | ------- | ------- | ------- | ------- | ------- | ------- | ------ | ------ | ------- |
| 1983 | Benetton Tyrrell Team | Tyrrell 011 | Ford Cosworth V8 | G     | BRA 11º | USW 8º | FRA Ret | SMR Ret | MON 5º | BEL 12º | USE Ret | CAN DSQ | GBR 14º | ALE 12º | AUT Ret | HOL Ret | ITA Ret |         |        | 2      | 17º     |
| 1983 | Benetton Tyrrell Team | Tyrrell 012 | Ford Cosworth V8 | G     |         |        |         |         |        |         |         |         |         |         |         |         |         | EUR Ret | AFS 7º | 2      | 17º     |

### Resultados da CART
| Ano  | Equipe          | Chassi       | Motor             | 1      | 2      | 3       | 4       | 5      | 6      | 7      | 8      | 9      | 10     | 11     | 12     | 13     | 14      | 15     | 16     | 17     | Posição | Pontos |
| ---- | --------------- | ------------ | ----------------- | ------ | ------ | ------- | ------- | ------ | ------ | ------ | ------ | ------ | ------ | ------ | ------ | ------ | ------- | ------ | ------ | ------ | ------- | ------ |
| 1982 | Forsythe Newman | March 82C    | Ford Cosworth DFX | PHX    | ATL 3  | MIL 21  | CLE     | MIS    | MIL    | POC    | RIV    | ROA    | MIS2   | PHX2   |        |        |         |        |        |        | 22º     | 28     |
| 1984 | Shierson Racing | DSR-1        | Ford Cosworth DFX | LBH 24 | PHX 6  |         | MIL 16  |        |        |        |        |        |        |        |        |        |         |        |        |        | 4º      | 110    |
| 1984 | Shierson Racing | Lola T800    | Ford Cosworth DFX |        |        | INDY 29 |         | POR 23 | MEA 2  | CLE 1  | MIS 10 | ROA 19 | POC 1  | MDO 3  | SAN 1  | MIS2 9 | PHX2 20 | LS 9   | LVG 18 |        | 4º      | 110    |
| 1985 | Team Penske     | March 85C    | Ford Cosworth DFX | LBH 3  | INDY 1 | MIL 4   | POR 27  | MEA 18 | CLE 27 | MIS 14 | ROA 13 | POC 5  | MDO 2  | SAN 5  | MIS2 8 | LS 8   | PHX 4   | MIA 1  |        |        | 4º      | 126    |
| 1986 | Team Penske     | March 86C    | Ford Cosworth DFX | PHX 4  | LBH 11 | INDY 9  | MIL 11  | POR 11 | MEA 1  | CLE 1  | TOR 2  | MIS 25 | POC 16 | MDO 3  | SAN 5  | MIS 12 | ROA 6   | LS 2   | PHX2 2 |        | 3º      | 147    |
| 1986 | Team Penske     | Penske PC-15 | Chevrolet 265A    |        |        |         |         |        |        |        |        |        |        |        |        |        |         |        |        | MIA 26 | 3º      | 147    |
| 1987 | Team Penske     | Penske PC-16 | Chevrolet 265A    | LBH 22 | PHX 11 |         |         | POR 11 | MEA 20 |        |        |        |        |        |        |        |         |        |        |        | 9º      | 87     |
| 1987 | Team Penske     | March 86C    | Chevrolet 265A    |        |        | INDY 13 | MIL 11  |        |        | CLE 4  | TOR 2  | MIS 4  | POC 17 | ROA 5  | MDO 3  | NAZ 22 | LS 2    | MIA 12 |        |        | 9º      | 87     |
| 1988 | Team Penske     | Penske PC-17 | Chevrolet 265A    | PHX 23 | LBH 13 | INDY 23 | MIL 2   | POR 1  | CLE 3  | TOR 2  | MEA 4  | MIS 1  | POC 18 | MDO 5  | ROA 4  | NAZ 1  | LS 1    | MIA 5  |        |        | 1º      | 182    |
| 1989 | Team Penske     | Penske PC-18 | Chevrolet 265A    | PHX 3  | LBH 8  | INDY 28 | MIL 10  | DET 24 | POR    | CLE    | MEA 8  | TOR 3  | MIS 23 | POC 1  | MDO 5  | ROA 1  | NAZ 3   | LS 14  |        |        | 7º      | 107    |
| 1990 | Team Penske     | Penske PC-19 | Chevrolet 265A    | PHX 6  | LBH 3  | INDY 32 | MIL 8   | DET 14 | POR 4  | CLE 1  | MEA 14 | TOR 4  | MIS 21 | DEN 2  | VAN 2  | MDO 5  | ROA 16  | NAZ 18 | LS 1   |        | 6º      | 139    |
| 1991 | Patrick Racing  | Lola T91/00  | Alfa Romeo V8     | SRF 4  | LBH 11 | PHX 7   | INDY 10 | MIL 5  | DET 10 | POR 21 | CLE 9  | MEA 6  | TOR 14 | MIS 18 | DEN 18 | VAN 9  | MDO 17  | ROA 16 | NAZ 20 | LS 9   | 11º     | 56     |
| 1992 | Galles Racing   | Galmer G92   | Chevrolet 265A    | SRF 5  | PHX 12 | LBH 1   | INDY 5  | DET 5  | POR 12 | MIL 12 | NHA 9  | TOR 3  | MIS 8  | CLE 20 | ROA 7  | VAN 7  | MDO 8   | NAZ 17 | LS 7   |        | 7º      | 99     |
| 1993 | Galles Racing   | Lola T93/00  | Chevrolet 265C    | SRF 13 | PHX 23 | LBH 8   | INDY 33 | MIL 16 | DET 1  | POR 14 | CLE 14 | TOR 3  | MIS    | NHA 22 | ROA 26 | VAN 10 | MDO 27  | NAZ 20 | LS 27  |        | 12º     | 43     |
| 1995 | PacWest Racing  | Reynard 95i  | Ford XB           | MIA 9  | SRF 5  | PHX 27  | LBH 10  | NAZ 18 | INDY 9 | MIL 17 | DET 12 | POR 22 | ROA 25 | TOR 18 | CLE 5  | MIS 16 | MDO     | NHA    | VAN    | LS     | 19º     | 32     |

#### Resultados na 500 Milhas de Indianápolis
| Ano   | Carro | Largada | Classificação | Rank  | Resultado | Voltas Completadas | Voltas Lideradas | Abandono        | Equipe             |
| ----- | ----- | ------- | ------------- | ----- | --------- | ------------------ | ---------------- | --------------- | ------------------ |
| 1982  | 53    | 13      | 196.292       | 17    | 14        | 148                | 0                | Colisão curva 4 | Forsythe           |
| 1984  | 30    | 28      | 203.567       | 17    | 29        | 57                 | 0                | Pneu            | Shierson           |
| 1985  | 5     | 8       | 210.298       | 8     | 1         | 200                | 67               | Corrida         | Penske             |
| 1986  | 1     | 2       | 215.382       | 2     | 9         | 197                | 0                | Flagged         | Penske             |
| 1987  | 3     | 16      | 210.271       | 6     | 13        | 160                | 4                | Motor           | Penske             |
| 1988  | 9     | 2       | 216.214       | 2     | 23        | 101                | 91               | Colisão curva 1 | Penske             |
| 1989  | 1     | 26      | 216.027       | 15    | 28        | 41                 | 0                | Rear Axle       | Penske             |
| 1990  | 7     | 9       | 220.310       | 9     | 32        | 19                 | 0                | Colisão curva 1 | Penske             |
| 1991  | 20    | 9       | 218.343       | 17    | 10        | 173                | 0                | Turbo           | Patrick/Alfa Romeo |
| 1992  | 18    | 8       | 224.838       | 9     | 5         | 199                | 0                | Flagged         | Galles/Kraco       |
| 1993  | 7     | 12      | 219.428       | 19    | 33        | 29                 | 0                | Colisão curva 3 | Galles             |
| 1995  | 17    | 18      | 225.496       | 29    | 9         | 199                | 0                | Corrida         | PacWest            |
| Total | Total | Total   | Total         | Total | Total     | 1523               | 162              |                 |                    |

| Largadas           | 12    |
| Poles              | 0     |
| Primeira fila      | 2     |
| Melhor largada     | 2º    |
| Voltas             | 1     |
| Top 5              | 2     |
| Top 10             | 5     |
| Abandonos          | 8     |
| Voltas Lideradas   | 162   |
| Corridas Lideradas | 3     |
| Total de Voltas    | 1,523 |

#### Resultados na24 Horas de Le Mans
| Ano  | Equipe               | Modelo          | Co-piloto       | Co-piloto          | Posição | Observação |
| ---- | -------------------- | --------------- | --------------- | ------------------ | ------- | ---------- |
| 1988 | Silk Cut Jaguar      | Jaguar XJR9LM   | Price Cobb      | Davy Jones         | 16º     |            |
| 1994 | Joest Racing         | Dauer 962LM GT  | Thierry Boutsen | Hans-Joachim Stuck | 3º      |            |
| 1996 | Team Bigazzi SRL     | McLaren F1 GTR  | Johnny Cecotto  | Nelson Piquet      | 8º      |            |
| 2004 | Barron Connor Racing | Ferrari 575 GTC | Thomas Biagi    | John Bosch         | DNF     | Motor      |